# Streupas
 (décembre 2021).
Si vous disposez d'ouvrages ou d'articles de référence ou si vous connaissez des sites web de qualité traitant du thème abordé ici, merci de compléter l'article en donnant les références utiles à sa vérifiabilité et en les liant à la section « Notes et références ».
Streupas est un quartier de la section d'Angleur dans la commune de Liège, dans la province homonyme en Région wallonne (Belgique).

## Situation
Coincé entre la rive gauche de l'Ourthe au sud-est et son versant pentu et boisé au nord-ouest et situé au sud d'Angleur, le quartier de Streupas est traversé par la route nationale 633 (rue de Tilff), par la ligne de chemin de fer Liège-Rivage où les trains s'arrêtaient à la gare de Streupas jusqu'en 1984 et par le RAVeL 5 Liège-Durbuy. Streupas se compose de la partie sud de la rue de Tilff (à partir des nos 193 (pour les numéros impairs) et entre 218 et 316 (pour les pairs), de la courte rue de Streupas et du quai Saint-Paul-de-Sinçay le long de l'Ourthe .

## Étymologie
Streupas signifie : Passage étroit (du wallon streût : étroit) faisant référence au passage de l'Ourthe dont le cours se divise en deux bras d'une largeur d'environ 20 m formant ainsi l'île de Streupas appelée aussi l'île Verte.

## Île de Streupas
Cette île plate et boisée est formée par l'Ourthe qui se divise en deux bras. Non habitée, l'île a une superficie d'environ 3 hectares et une longueur de 325 m. Une passerelle située au nord-est de l'île y permet l'accès depuis le quai Saint-Paul-de-Sinçay. La partie ouest (en amont) est pourvue d'une partie bétonnée aménagée comme lieu de solarium et appelée de manière informelle par les habitants Panê-Cou Plage depuis les années 1930, jusqu'à ce que, en 2015, la ville de Liège décide d'officialiser cette dénomination wallonne qui peut se traduire par « la plage au pan de chemise au vent » ou « la plage des couillons ».

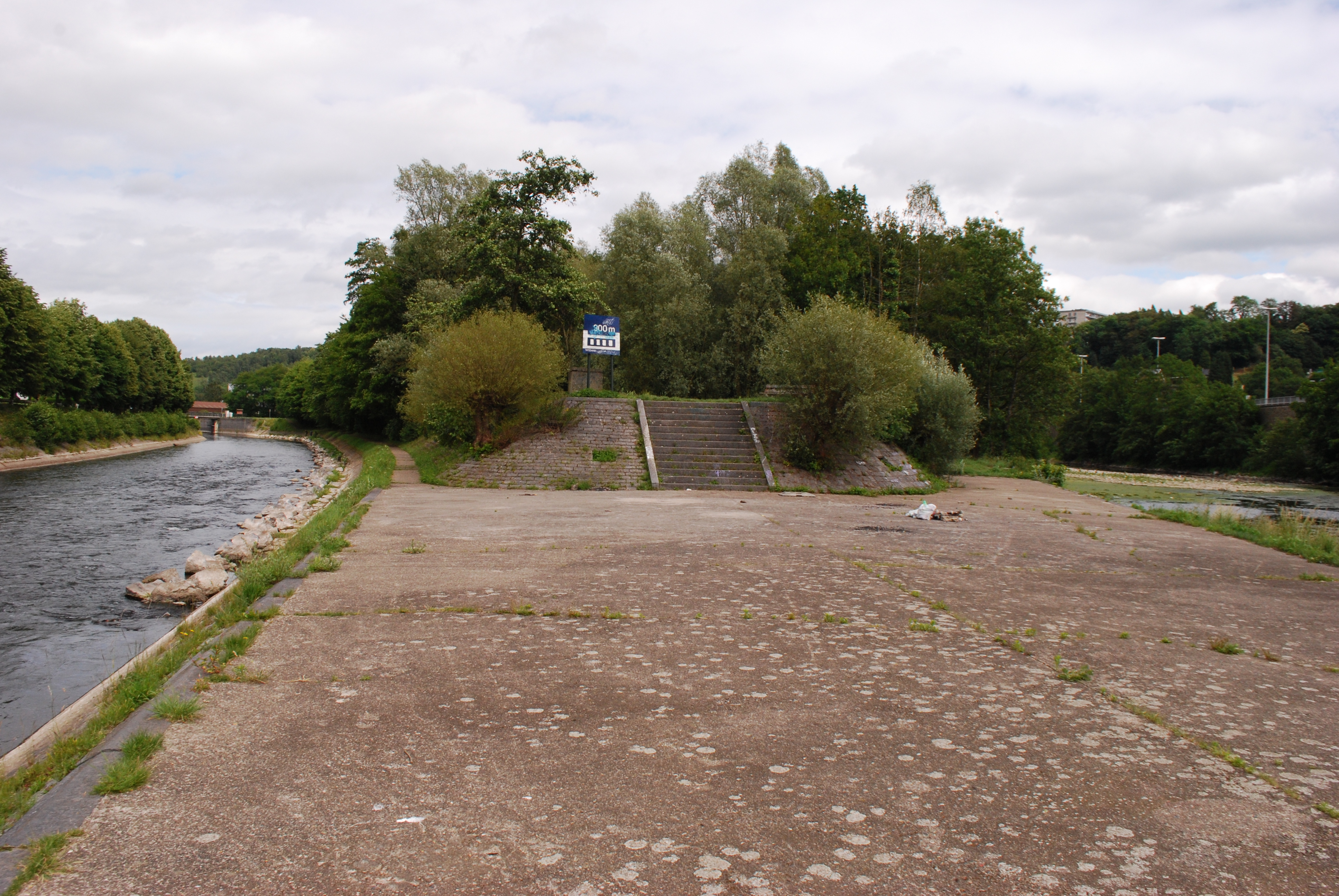
La partie ouest de l'île de Streupas

## Lande de Streupas
La lande de Streupas (appelée aussi Landes de Streupas) se situe au-dessus du versant occidental de l'Ourthe dominant Streupas et Angleur. Il s'agit d'un espace repris comme site de grand intérêt biologique faisant partie du Domaine du Sart-Tilman (zone nord). Cet espace ouvert se compose d'une lande à bruyère (Calluna vulgaris), d'une lande herbeuse à Molinie (Molinia caerulea), et d'une pelouse calaminaire rase formée par quelques plantes métallophytes  et pseudométallophytes,. La lande principale couvre une superficie d'environ 10 ha.

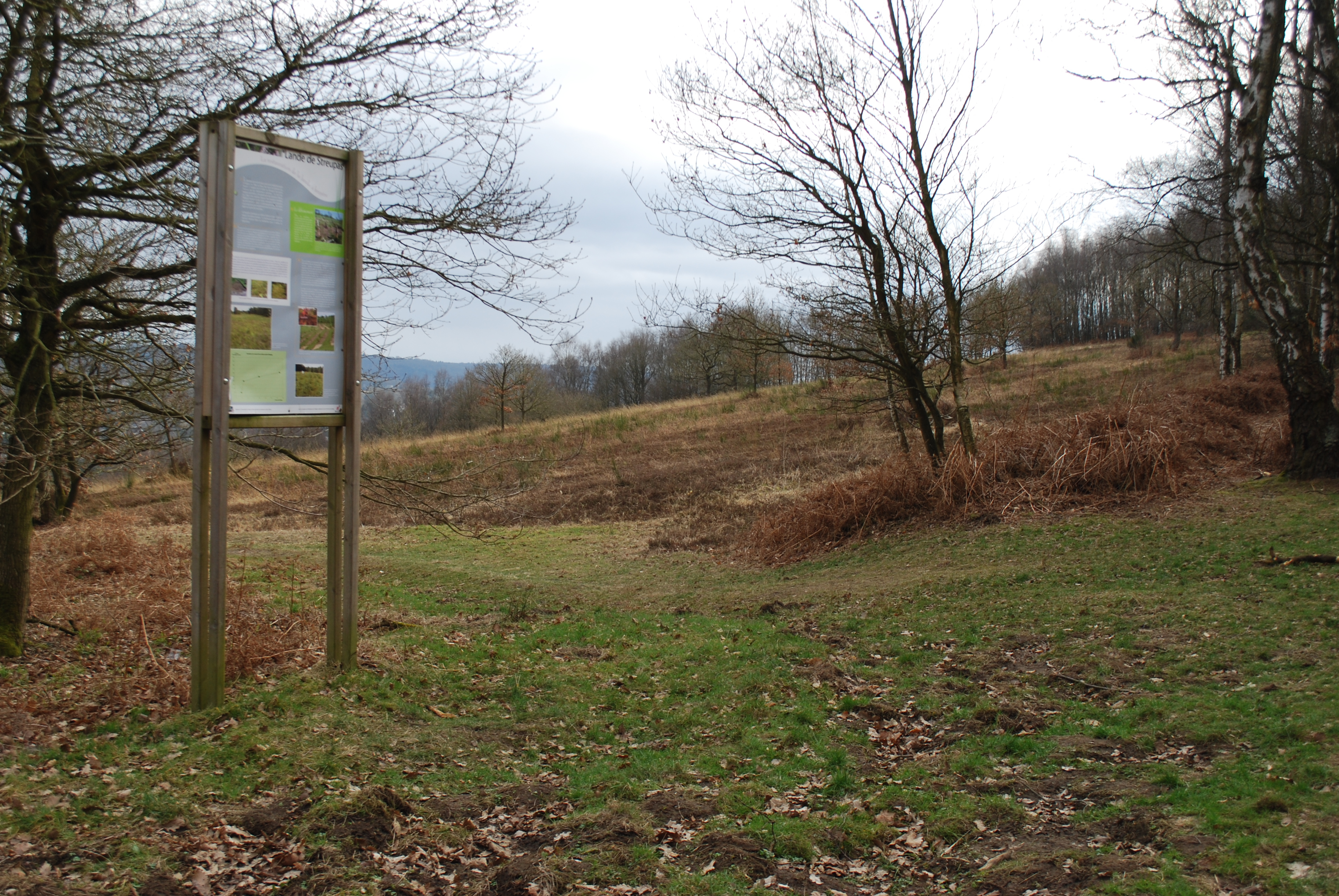
La lande de Streupas